# 盖尔谢西盖特
盖尔谢西盖特，是匈牙利佐洛州所辖的一个村，总面积4.98平方公里，总人口274，人口密度55.0人/平方公里（2010年1月1日）。